# Lawrence (cráter)

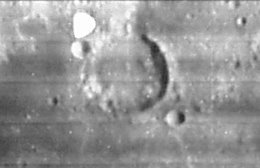
Fotografía de la misión Lunar Orbiter 4

Lawrence es un cráter de impacto lunar que está localizado en una sección de terreno al este del Mare Tranquillitatis y al noroeste del Mare Fecunditatis. Al sureste aparece el cráter más grande Taruntius. La grieta denominada rima Cauchy cruza la parte oriental del Mare Tranquillitatis y llega hasta el borde norte de Lawrence.
|  |

Este cráter ha sido inundado por la lava, dejando solo un anillo superficial con un brocal que sobresale por encima de la superficie, interrumpido en el norte y el sudoeste, y con la porción más intacta en el este.
Este cráter fue designado previamente Taruntius M antes de ser renombrado por la UAI.